# Нёрлунд, Луиза
Луиза Нёрлунд (дат. Louise Nørlund, 1854—1919) — датская феминистка и пацифистка.

## Биография
Луиза Нёрлунд родилась в 1854 г. Она была дочерью фермера и депутата датского парламента Миккеля Хасле Кристиансена и Ане Якобсдаттер. В 1881 г. Луиза вышла замуж за журналиста и публициста Нильса Йенсена Нёрлунда, но в 1892 г. брак распался, а после смерти Нильса Нёрлунда Луизе пришлось самой растить и воспитывать дочь Агнес.
Луиза с юности интересовалась политикой, поскольку в доме её отца часто собирались радикальные демократы. Она сдала экзамен после учебных курсов (Beyer, Bohrs og Femmers Kursus) и была принята учителем в Larslejstrædes Skole, где работала в 1878—1910 гг. В 1891 г. она приняла участие в основании Kbh.s Kommunelærerindeforening («Копенгагенской ассоциации учительниц»). Луиза также включилась в пацифистское движение: стала членом организации Dansk Fredsforening («Датское движение за мир»), где она была оратором и секретарём, а в 1915 г. была делегатом на Международный женский мирный конгресс в Гааге, на котором был основан Международный женский союз за мир и свободу.
Однако Луиза была больше известна своей феминистской деятельностью. Она была членом Dansk Kvindesamfund («Датской женской ассоциации») — первой подобного рода организации Дании. Луиза была очень активной участницей и много сделала для популяризации ассоциации. Не желая мириться с нерешительностью Dansk Kvindesamfund в вопросе женского избирательного права, она стала одной из основательниц организации Kvindelig Fremskridtsforening («Союза развития женщин»). Она также поддержала Лину Луплау в создании Kvindevalgretsforeningen (организацию датских суфражисток) и была её председателем в 1891—1894 гг. Эта организация была распущена в 1898 г., и Луиза основала Danske Kvindeforeningers Valgretsudvalg, впоследствии переименованную в Danske Kvindeforeningers Valgretsforbund («Объединенное датское движение за избирательное право женщин» и влившуюся в Международный альянс женщин. Луиза была делегатом от Дании на международных конгрессах по избирательному праву в Берлине (1904 г.), Амстердаме (1908 г.), Будапеште (1913 г.).
С 1909 г. Луиза начала отходить от активности в Danske Kvindeforeningers Valgretsforbund, её сменила Элина Хансен.
Луиза также являлась членом либеральной партии в 1890—1904 годах, но позже покинула её и была кандидатом от социал-демократов на муниципальных выборах в Копенгагене 1909 г., но была вынуждена снять свою кандидатуру по состоянию здоровья.
Луиза Нёрлунд скончалась в 1919 г.